# Piątek, Łódzkie
Piątek [ˈpjɔntɛk] là một ngôi làng ở huyện Łęczyca, Łódź, ở miền trung Ba Lan. Đó là vị trí của gmina (khu hành chính) được gọi là Gmina Piątek. Nó nằm khoảng 20 kilômét (12 mi) phía đông Łęczyca và 32 km (20 mi) phía bắc thủ đô khu vực Łódź.
Làng có dân số 2.130. Nó được cho là nằm ở "trung tâm hình học" của Ba Lan, mặc dù nó không phải là trung tâm địa lý thực sự - đó là trung tâm được xác định là giao điểm của các đường chéo hình tròn lớn của một hình chữ nhật được hình thành bởi các đường vĩ độ và kinh độ đi qua bốn điểm cực trị của Ba Lan.

## Lịch sử Thế chiến II
Trong cuộc xâm lược Ba Lan của Đức năm 1939, binh lính Wehrmacht ngày 13 tháng 9 đã giết hại 50 người trong đó có 43 người Ba Lan và 7 người Do Thái. Các nạn nhân đã bị sát hại mà không có lý do nào được đưa ra. Sau khi người Đức tiến vào thị trấn, những người đàn ông bị buộc rời khỏi nhà và ra lệnh sửa chữa một cây cầu bị hư hại. Sau khi công việc hoàn thành, lính Đức đã bắn tất cả bọn họ. Một vụ thảm sát khác diễn ra sau đó trong đó 50 người Do Thái bị xử tử.

## Điểm quan tâm

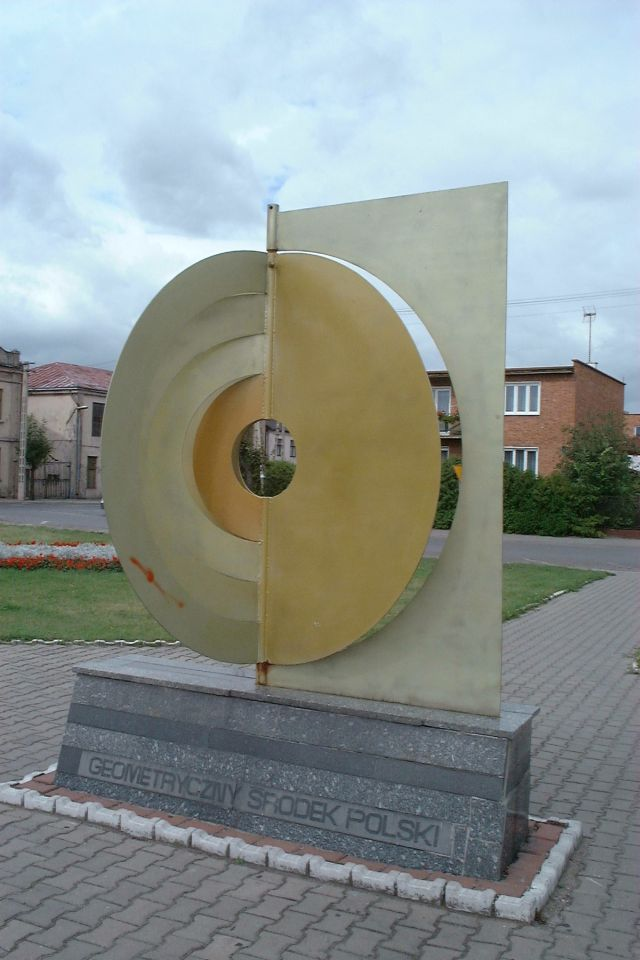
Điêu khắc ở Piątek đánh dấu "trung tâm hình học" của Ba Lan.